# Myxodagnus opercularis
Myxodagnus opercularis är en fiskart som beskrevs av Gill, 1861. Myxodagnus opercularis ingår i släktet Myxodagnus och familjen Dactyloscopidae. IUCN kategoriserar arten globalt som livskraftig. Inga underarter finns listade i Catalogue of Life.